# نمایشگاه فدرال باغبانی

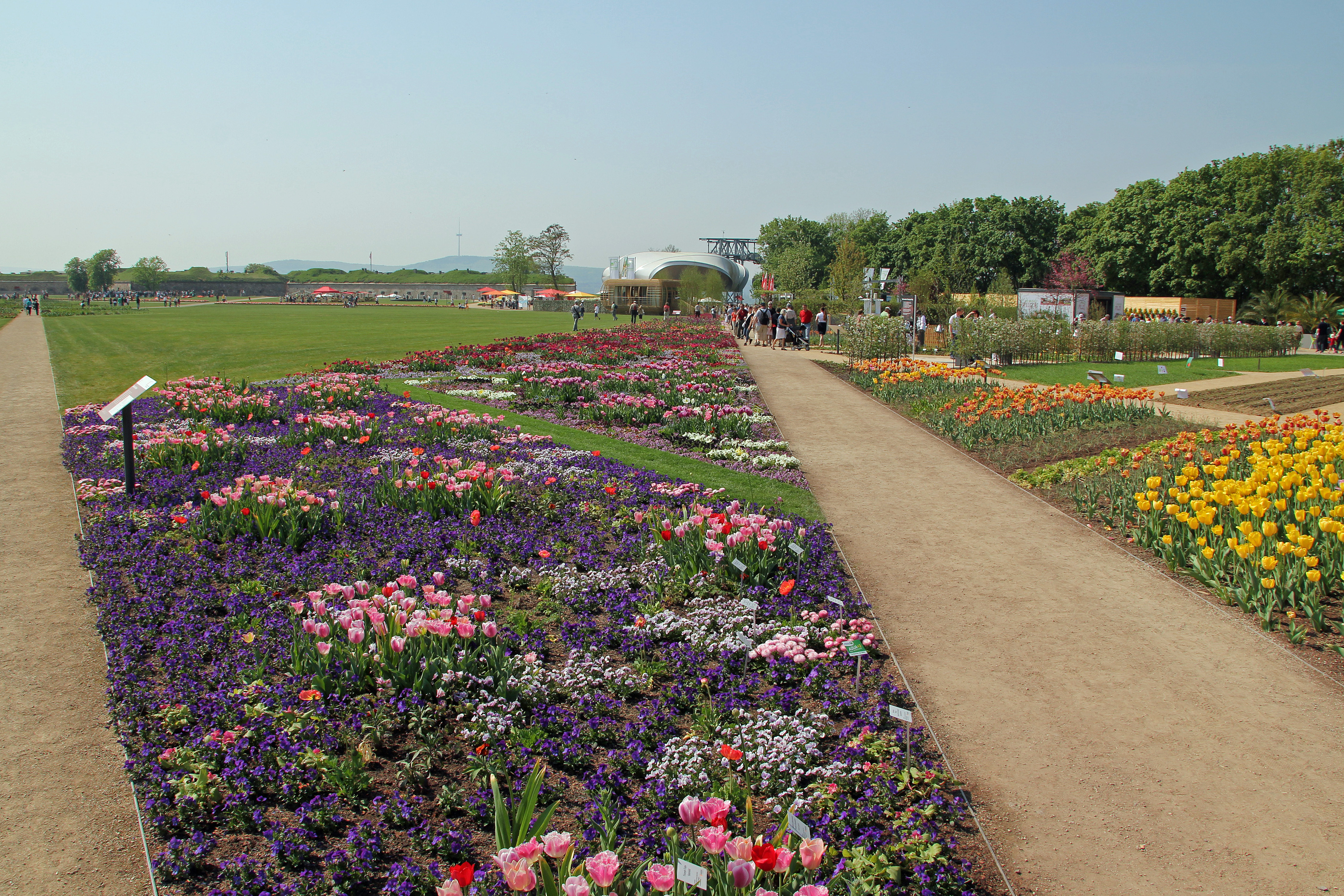
نمایی از برگزاری نمایشگاه دوسالانهٔ فدرال باغبانی در کوبلنتس - ۲۰۱۱

نمایشگاه فدرال باغبانی (به آلمانیBundesgartenschau BUGA) یک نمایشگاه دوسالانه باغبانی فدرال در آلمان است. همچنین موضوعاتی مانند محوطه سازی را پوشش می‌دهد. با وقوع در شهرهای مختلف، مکان آن نیز در یک‌چرخهٔ دو ساله تغییر می‌کند.

## شهرهای بوگا
- ۱۹۵۱- هانوفر
- ۱۹۵۳- هامبورگ
- ۱۹۵۵- کاسل
- ۱۹۵۷- کلن (پارک راین)
- ۱۹۵۹- دورتموند
- ۱۹۶۱- اشتوتگارت
- ۱۹۶۳- هامبورگ
- ۱۹۶۵- غذا
- ۱۹۶۷- کارلسروهه
- ۱۹۶۹- دورتموند
- ۱۹۷۱- کلن (پارک راین)
- ۱۹۷۳- هامبورگ
- ۱۹۷۵- مانهایم
- ۱۹۷۷- اشتوتگارت
- ۱۹۷۹- بن
- ۱۹۸۱- کاسل
- ۱۹۸۳- مونیخ
- ۱۹۸۵- برلین
- ۱۹۸۷- دوسلدورف
- ۱۹۸۹- فرانکفورت آم ماین
- ۱۹۹۱- دورتموند
- ۱۹۹۳- اشتوتگارت
- ۱۹۹۵- Cottbus
- ۱۹۹۷- Gelsenkirchen
- ۱۹۹۹- مگدبورگ
- ۲۰۰۱- پوتسدام
- ۲۰۰۳- Rostock (IGA)
- ۲۰۰۵- مونیخ
- ۲۰۰۷- Gera (Hofwiesenpark) و Ronneburg (تورینگن) ("Neue Landschaft Ronneburg" "New Landscape Ronneburg")
- ۲۰۱۱- کوبلنتس
- ۲۰۱۳- هامبورگ (IGA)
- ۲۰۱۵- منطقه هاول
- ۲۰۱۷- برلین، در پارک Marzahn (IGA)
- ۲۰۱۹- هایلبرون
- ۲۰۲۱- ارفورت
- ۲۰۲۳– مانهایم[۱]